# José Cândido Guillobel
José Cândido Guillobel (9 de mayo de 1843, Río de Janeiro - 21 de septiembre de 1925, Río de Janeiro) fue un oficial de la Marina de Brasil.

## Biografía
Guillobel nació en Río de Janeiro, hijo del arquitecto, pintor y también militar Joaquim Cândido Guillobel, pronto se unió a la Armada de Brasil, terminando su curso en la Escuela Naval en 1860. Se alistó para luchar en la Guerra del Paraguay (1864-1870) y, de vuelta, continuó su carrera. En 1882, se convirtió en miembro del Instituto Histórico y Geográfico Brasileño; fue miembro de la Comisión Conjunta para el Reconocimiento y Exploración del Territorio de las Misiones (1887), jefe de la Comisión de Límites entre Brasil y Bolivia después del Tratado de Petrópolis (1903).El entonces Capitán de Mar y Guerra Guillobel fue uno de los capitanes que comandó el acorazado Riachuelo. Dirigió la Dirección de Hidrografía y Navegación entre 1892 y 1895, y de 1902 a 1906.[Alcanzó el rango de Almirante y Jefe de Estado Mayor de la Armada, así como Ministro de la Corte Militar Suprema del 17 de junio de 1896 al 26 de noviembre de 1920. Gestionó el astillero de la Marina de Río de Janeiro. Es el padre del Ministro de Marina brasileño Renato de Almeida Guillobel. Murió el 21 de septiembre de 1925 en Río de Janeiro.